# George Frederick Leycester Marshall
Pour les articles homonymes, voir George Marshall et Marshall.
George Frederick Leycester Marshall est un naturaliste britannique, né le 27 mars 1843 et mort le 7 mars 1934.
Militaire et zoologiste amateur, le colonel est en poste en Inde aux côtés de son frère, l'ornithologue Charles Henry Tilson Marshall (1841-1927). Il s'intéresse aux oiseaux et aux papillons et décrit plusieurs espèces de lépidoptères avec Charles Lionel Augustus de Nicéville (1852-1901).

## Source
- Traduction de l'article de langue anglaise de Wikipédia (version du 5 septembre 2006).